# Park Hee-seong
Đây là một tên người Triều Tiên, họ là Park.
Park Hee-seong (sinh ngày 7 tháng 4 năm 1990) là một cầu thủ bóng đá Hàn Quốc thi đấu cho FC Seoul. Anh gia nhập FC Seoul năm 2013.